# Per Anders Nilsson
Per Anders Nilsson (* 1954) ist ein schwedischer Jazzmusiker (Saxophone, Synthesizer, Komposition), der sich mit elektroakustischer Improvisationsmusik beschäftigte, der auch als Hochschullehrer wirkte.

## Leben und Wirken
Nilsson absolvierte eine Musikausbildung an der damaligen Hochschule für Musik (HSM) Göteborg. Nach Diplom 1987 und Master-Abschluss 2001 legte er 2011 die Dissertation im Fach Musikperformance an der Högskolan för scen och musik mit der Arbeit A Field of Possibilities vor, in der es um das Entwerfen und Spielen digitaler Musikinstrumente sowie die Erforschung von Improvisationssystemen sowie Spieldesign für die Musik geht. Seitdem arbeitete Nilsson im Forschungsprojekt Systemische Improvisation. Ansonsten erforschte Nilsson verschiedene Aspekte des Musikmachens, insbesondere dort, wo Improvisation ein wichtiges Element ist. Weitere Gebiete sind die Erforschung der Mehrdeutigkeit in der Musik und die Entwicklung spielerischer Strategien zur musikalischen Interaktion.
Von 1994 bis 2006 war Nilsson Direktor des Lindbladstudion, des Lehr- und Forschungsstudios der HSM. Zu diesem Auftrag gehörte die Verantwortung für die Vermittlung von elektroakustischer Musik und Studiotechnik für die Kompositionsausbildung der Schule. Von 2014 bis 2018 war er Vizepräfekt für Forschung an der Högskolan för scen och musik und ab 2019 künstlerischer Leiter des Lindbladstudion. Nilsson war als Gastwissenschaftler an führenden Universitäten in den USA, wie Stanford University und University of California, Berkeley, aktiv.
Daneben war Nilsson viele Jahre auch als Autor für die Fachzeitschriften Musikermagasinet und Monitor tätig. Er wurde 1999 von der Groupe de recherches musicales in Paris mit dem elektroakustischen Stück La gamme voiture XM beauftragt. Außerdem hat er an mehreren Konferenzen der International Computer Music Conference und an der International Conference on New Interfaces for Musical Expression (NIME) teilgenommen. Parallel zu seiner Arbeit als Techniker und Hochschullehrer spielte er in den 1970er- und 80er-Jahren mit Improvisationsgruppen wie Olle Bäver und Volapyk, außerdem regelmäßig im Improvisationsquartett Natural Artefacts (mit Anton Jonsson, Merje Kägu, Susanna Lindeborg) und mit  Beam Stone (mit Sten Sandell, Raymond Strid) sowie im Duo pantoMorf mit Palle Dahlstedt.
Nilsson hat im Laufe seiner Karriere auch mit Musikern wie Willem Breuker, Anthony Braxton, Karin Krog, John Surman, Evan Parker, Mats Gustafsson und John Tilbury gespielt. Unter eigenem Namen hat Nilsson  mehrere Alben veröffentlicht, darunter Random Rhapsody (1993), mehrere Alben mit Natural Artefacts (2001–2019) und im Duo mit dem Pianisten Sten Sandell Strings and Objects. Im Bereich des Jazz war er laut Tom Lord zwischen 1977 und 2008 an zehn Aufnahmesessions beteiligt.

## Diskographische Hinweise
- Per Anders Nilsson, Peter Janson, Peeter Uuskyla: Volapyk (Dragon, 1984)
- Per Anders Nilsson: Random Rhapsody (LJ, 1992), mit Anders Jormin, Peeter Uuskyla, Karin Krog
- Per Anders Nilsson / Susanna Lindeborg / Ove Johansson: Natural Artefacts (LJ, 2001)
- Per Anders Nilsson/Sten Sandell: Strings and Objects (LJ, 2004)
- Beam Stone (psi, 2008) mit Sten Sandell, Raymond Strid
- Per Anders Nilsson / Tellef Øgrim / Anders Berg: Rune (2022)
- Per Anders Nilsson / Anders Berg: Scanivanian (2024)[2]